# Spokojna
Spokojna (niem. Friedendorf) – wieś w Polsce położona w województwie lubuskim, w powiecie wschowskim, w gminie Sława.
W okresie Wielkiego Księstwa Poznańskiego (1815–1848) miejscowość wzmiankowana jako Friedendorf należała do wsi większych w ówczesnym powiecie babimojskim rejencji poznańskiej. Friedendorf należał do kaszczorskiego okręgu policyjnego tego powiatu i stanowił część majątku Kaszczor, który należał wówczas do rządu Królestwa Prus w Berlinie. Według spisu urzędowego z 1837 roku Friedendorf liczył 184 mieszkańców, którzy zamieszkiwali 26 dymów (domostw).
W latach 1975–1998 miejscowość administracyjnie należała do województwa zielonogórskiego.